# Барон Актон
Барон Актон из Алдехема в графстве Шропшир — наследственный титул в системе Пэрства Соединённого королевства. Создан 11 декабря 1869 года для известного историка и либерального политика, сэра Джона Дальберга-Актона, 8-го баронета (1834—1902).

## История

Джон Эмерих Эдвард Дальберг-Актон, 1-й барон Актон (1834—1902)

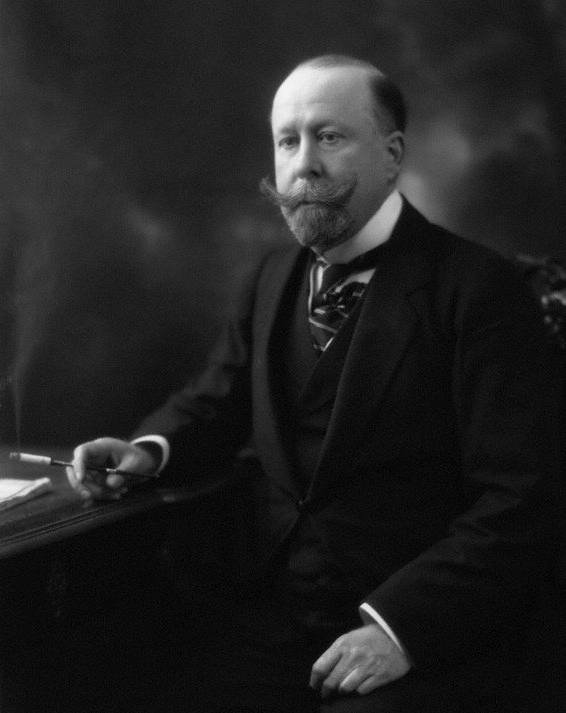
Ричард Лайон-Дальберг-Актон, 2-й барон Актон (1870—1924), фото 1922 года

Его старший сын и наследник, Ричард Максимилиан Лайон-Дальберг-Актон, 2-й барон Актон (1870—1924), был дипломатом, а также занимал небольшие должности в либеральных администрациях сэра Генри Кэмпбелла-Баннермана и Герберта Генри Асквита. В 1919 году он получил королевское разрешение на дополнительную фамилию «Лайон», которая принадлежала его тестю Томасу Генри Лайону. Его сын, Джон Эмерих Генри Лайон-Дальберг-Актон, 3-й барон Актон (1907—1989), в 1947 году продал семейный дом и поселился в Родезии. Ричард Джеральд Лайон-Дальберг-Актон, 4-й барон Актон (1941—2010), который сменил своего отца в 1989 году, потерял своё место в Палате лордов Великобритании после принятия Акта Палаты лордов 1999 года. Тем не менее, 17 апреля 2000 года он стал пожизненным пэром в качестве барона Актона из Бриджнорта и из Алдехеме в графстве Шропшир. Таким образом, лорд Актон смог вернуться в Палату лордов, где он занимал скамейки лейбористов. 
По состоянию на 2025 год носителем титула являлся его сын, Джон Чарльз Фердинанд Гарольд Лайон-Дальберг-Актон, 5-й барон Актон (род. 1966), который наследовал отцу в 2010 году.

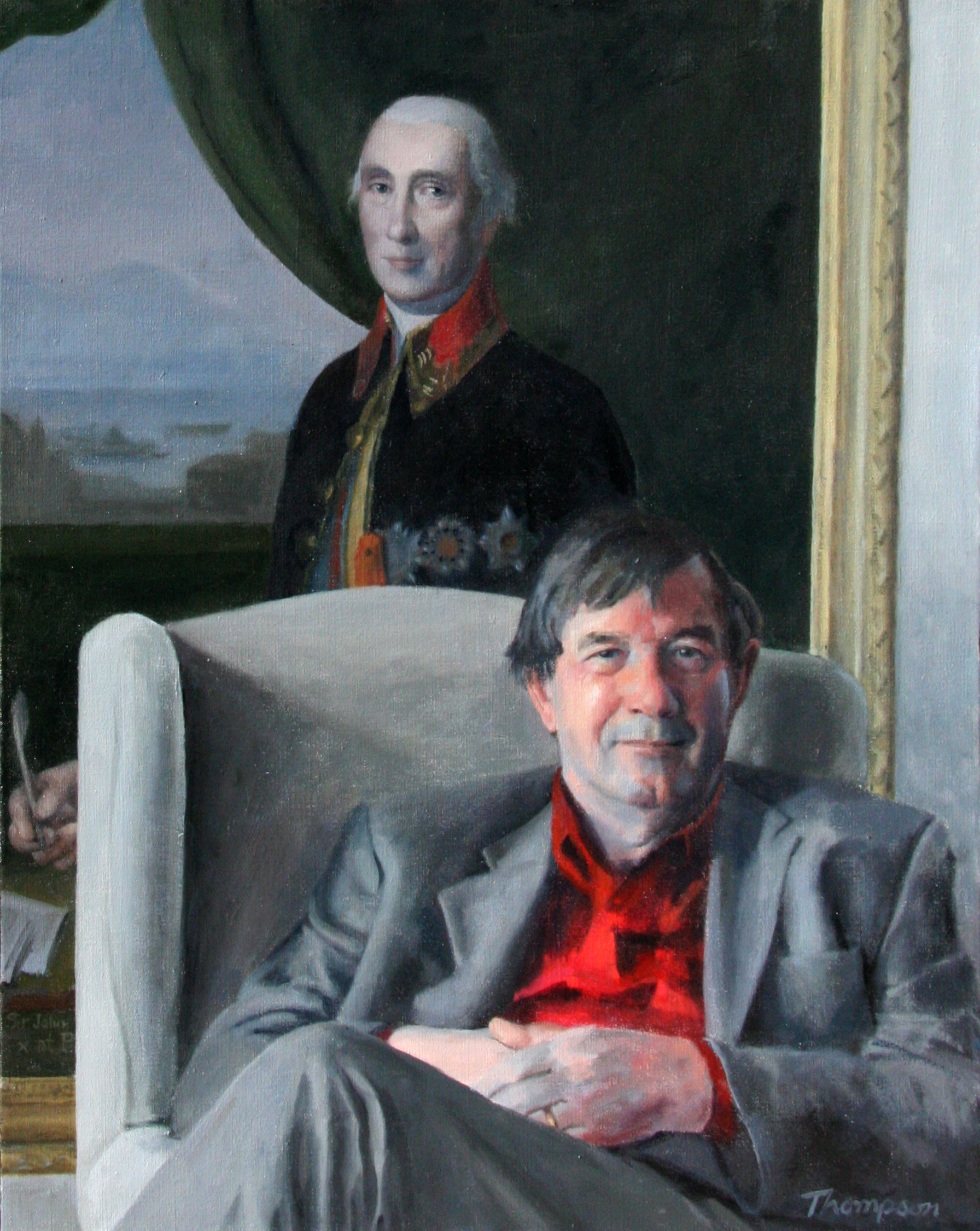
Ричард Джеральд Лайон-Дальберг-Актон, 4-й барон Актон (1941—2010)

Титул баронета Актона из Алдехема в графстве Шропшир (Баронетство Англии) был создан 17 января 1644 года для сэра Эдварда Актона (1600—1659). Он представлял Бриджнорт в Коротком и Долгом парламентах (1640—1644), был сторонником короля Карла I Стюарта во время Гражданской войны в Англии. Его сын, 2-й баронет (1623—1665), внук, 3-й баронет (ок. 1650—1716), и правнук, 4-й баронет (1678—1732), заседали в Палате общин от Бриджнорта. В 1791 году после смерти Ричарда Актона, 5-го баронета (1712—1791), сына последнего, старшая линия 2-го баронета прервалась.
Титул унаследовал его родственник, сэр Джон Фрэнсис Эдуард Актон, 6-й баронет (1736—1811). Он был сыном врача Эдварда Актона, который поселился в Безансоне во Франции. Эдвард Актон из Безансона был сыном Эдварда и внук Уолтера Актона, второго сына Уолтера Актона, 2-го баронета. Джон Актон занимал должность премьер-министра Неаполитанского королевства (1789—1804). Актон женился на своей племяннице Мэри Энн Актон. Их второй сын Чарльз Эдвард Януарий Актон, известный как кардинал Актон, был видным священнослужителем римско-католической церкви. В 1811 году Джону Актону наследовал его старший сын, Фердинанд Ричард Дальберг-Актон, 7-й баронет (1801—1837). В 1832 году он женился на Марии Луизе Пеллине фон Дальберг (1813—1860), единственной дочери и наследнице Эмериха Йозефа фон Дальберга, герцога Дальберга, члена древнего немецкого аристократического рода. В 1833 году он получил королевское разрешение на фамилию «Дальберг-Актон». Ему наследовал в 1837 году его сын, Джон Дальберг-Актон, 8-й баронет (1834—1902), который в 1869 году был возведен в звание пэра как барон Актон.
Семейная резиденция — Алдехем Парк, недалеко от Бриджнорта в графстве Шропшир, продан в 1947 году.

## Герб

Актон
Дальберг-Актон
Лайон-Дальберг-Актон

## Баронеты Актон из Алдехема (1644)

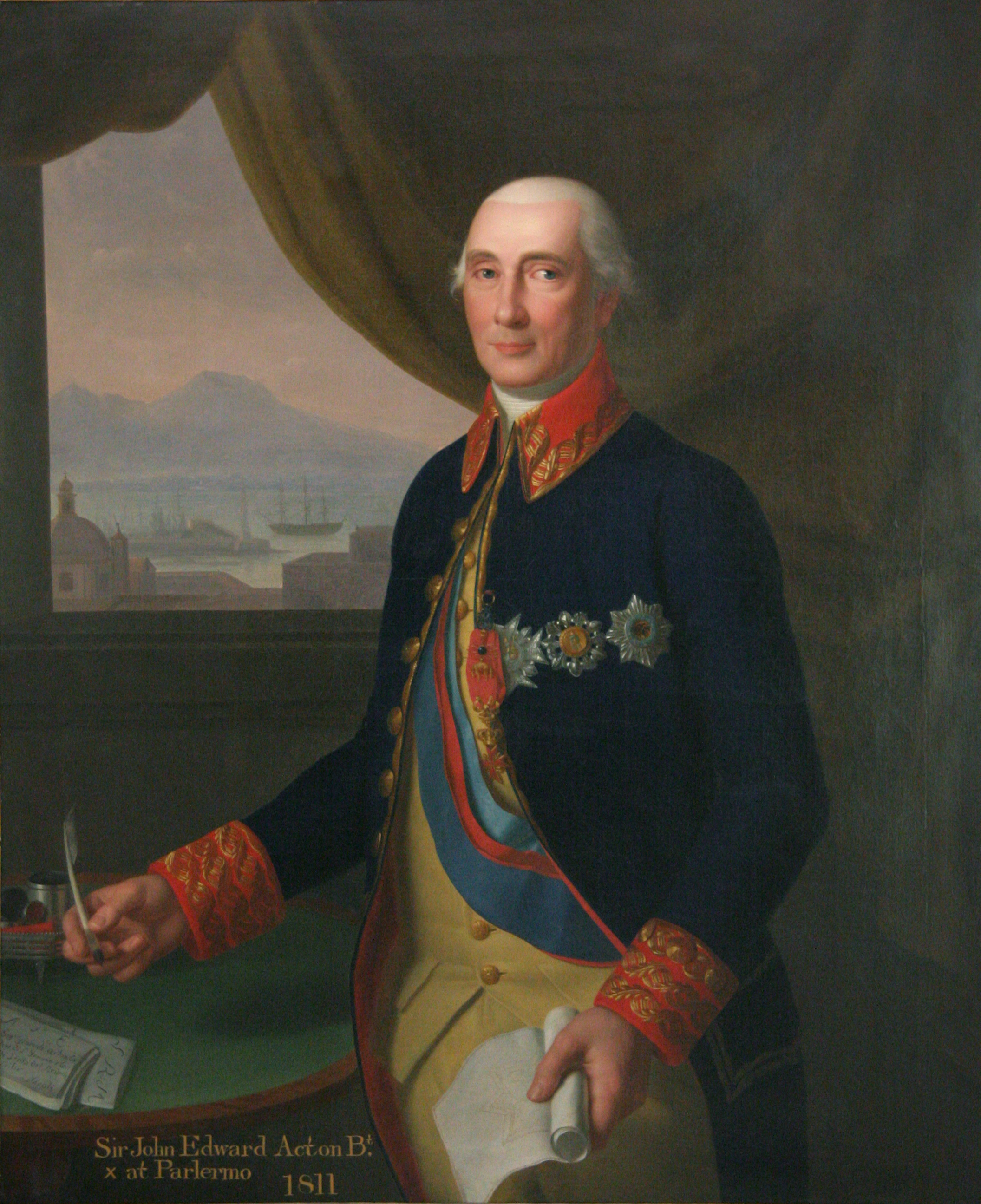
Сэр Джон Актон, 6-й баронет (1736—1811)

- 1644—1659: Сэр Эдвард Актон, 1-й баронет[англ.] (20 июля 1600 — июнь 1659), старший сын депутата Уолтера Актона. Депутат Палаты общин от Бриджнорта (1640—1644);
- 1659—1665: Сэр Уолтер Актон, 2-й баронет[англ.] (1623—1665), старший сын предыдущего. Депутат Палаты общин от Бриджнорта (1660);
- 1665—1716: Сэр Эдвард Актон, 3-й баронет[англ.] (ок. 1650 — 28 сентября 1716), старший сын предыдущего. Депутат Палаты общин от Бриджнорта (1698—1705);
- 1716—1732: Сэр Уитмор Актон, 4-й баронет[англ.] (1678 — 17 января 1732), старший сын предыдущего. Депутат Палаты общин от Бриджнорта (1710—1713);
- 1732—1791: Сэр Ричард Актон, 5-й баронет[англ.] (1 января 1712 — 20 ноября 1791), единственный сын предыдущего;
- 1791—1811: Сэр Джон Фрэнсис Эдуард Актон, 6-й баронет (3 июня 1736 — 12 августа 1811), старший сын Эдварда Актона (род. 1709), внук Эдварда Актона (ум. 1728), правнук Уолтера Актона (ум. 1718), сына Уолтера Актона, 2-го баронета;
- 1811—1837: Сэр Фердинанд Ричард Эдуард Дальберг-Актон, 7-й баронет (24 июля 1801 — 31 января 1837), старший сын предыдущего;
- 1837—1902: Сэр Джон Эмерих Эдвард Дальберг-Актон, 8-й баронет (1834—1902), единственный сын предыдущего, барон Актон с 1869 года.

## Бароны Актон (1869)
- 1869—1902: Джон Эмерих Эдвард Дальберг-Актон, 1-й барон Актон (10 января 1834 — 19 июня 1902), единственный сын сэра Фердинанда Ричарда Эдварда Дальберга-Актона, 7-го баронета. Депутат Палаты общин от Карлоу (1859—1865) и Бриджнорта (1865—1866);
- 1902—1924: Ричард Максимилиан Лайон-Дальберг-Актон, 2-й барон Актон[англ.] (7 августа 1870 — 16 июня 1924), старший сын предыдущего;
- 1924—1989: Джон Генри Эмерих Лайон-Дальберг-Актон, 3-й барон Актон[англ.] (15 декабря 1907 — 23 января 1989), старший сын предыдущего;
- 1989—2010: Ричард Джеральд Лайон-Дальберг-Актон, 4-й барон Актон[англ.] (30 июля 1941 — 10 октября 2010), старший сын предыдущего;
- 2010 — настоящее время: Джон Чарльз Фердинанд Гарольд Лайон-Дальберг-Актон, 5-й барон Актон[англ.] (род. 16 августа 1966), единственный сын предыдущего;
  - Наследник титула: достопочтенный Роберт Питер Лайон-Дальберг-Актон (род. 23 июня 1946), дядя предыдущего;
    - Второй наследник: Кристофер Ричард Генри Лайон-Дальберг-Актон (род. 28 сентября 1977), старший сын предыдущего;
      - Третий наследник: Джон Эдвард Роджер Лайон-Дальберг-Актон (род. 17 сентября 2010), старший сын предыдущего.